# 休倫港
休倫港（英語：Port Huron）是位於美國密歇根州聖克萊爾縣的一個城市。2010年人口普查中的人口為30,184人。 該市毗鄰休倫港鎮，但行政自治。位於聖克萊爾河沿岸，通過藍水大橋連接加拿大安大略省的該城市位於休倫湖的南端，是密歇根州最東端的一個地方。休倫港主要產業計有造紙、黃銅、旅遊業及汽車業，城市歷史相當悠久。